# Lương Hoài Nam
Lương Hoài Nam (sinh năm 1963) là tiến sĩ kinh tế hàng không ở Nga và là một doanh nhân tại Việt Nam. Ông từng là Tổng giám đốc hãng hàng không Jetstar Pacific Airlines và giám đốc điều hành Air Mekong. Ngoài ra, ông thường xuyên góp ý về các vấn đề xã hội, giáo dục,... kể cả trong vai trò một blogger.

## Học vấn
Ông sinh ngày 05 tháng 10 năm 1963 tại Nghệ An.
Ông tốt nghiệp Trường Trung học phổ thông chuyên Phan Bội Châu, Vinh, Nghệ An năm 1980.
Năm 1980, ông thi đỗ Trường Đại học Kỹ thuật Quân sự (nay là Học viện Kỹ thuật Quân sự). Sau 1 năm học dự khóa xuất sắc, ông được tuyển chọn đi du học tại Liên Xô.
Ông tốt nghiệp Khoa Kinh tế, Đại học Hàng không Riga, Latvia, Liên-xô (cũ) năm 1986 và bảo vệ luận án Tiến sĩ năm 1990 tại Liên-xô.

## Sự nghiệp
Từ năm 1991, ông làm việc tại Tổng Công ty Hàng không Việt Nam - Vietnam Airlines, đảm nhiệm các chức vụ Trưởng ban Vận tải và Trưởng ban Kế hoạch thị trường, Tổng biên tập Tạp chí Heritage - Vietnam Airlines.
Tháng 7 năm 2004, ông được bổ nhiệm làm Giám đốc Hãng hàng không Pacific Airlines, một công ty con của VNA. Tháng 5 năm 2008 khi Pacific Airlines tái cơ cấu thành Jetstar Pacific Airlines, ông được bổ nhiệm làm Tổng giám đốc Jetstar Pacific Airlines. Ông được đánh giá là có nhiều đóng góp xây dựng hãng này trở thành hãng hàng không giá rẻ đầu tiên của Việt Nam. Giữa tháng 10 năm 2009, ông xin thôi chức tổng giám đốc và đã được Hội đồng quản trị hãng và SCIC - cổ đông lớn nhất chấp nhận.
Ngày 7 tháng 1 năm 2010, ông Lương Hoài Nam đã bị tạm giữ để điều tra về hành vi "thiếu trách nhiệm gây hậu quả nghiêm trọng" (theo điều 285 Bộ luật hình sự) liên quan đến khoản lỗ 31 triệu USD trong quá trình mua xăng dự trữ của hãng, dù ông Nam từng lý giải khoản lỗ này của hãng là do giá xăng thay đổi bất thường và "do rủi ro khách quan trong bối cảnh kinh tế thế giới có quá nhiều biến động không lường hết được". Đồng thời, hai Phó tổng giám đốc Jetstar Pacific người Úc, bà Daniela Massilli và ông Tristan Freeman, bị cấm xuất cảnh để điều tra. Vụ rắc rối này đã thu hút chú ý của truyền thông nước ngoài. Sau đó, Ông Lương Hoài Nam được tại ngoại và miễn truy cứu trách nhiệm hình sự, hai phó tổng giám đốc người Úc cũng được phép trở về nước vào tháng 7 năm 2010.
Tháng 7 năm 2012, ông đảm nhận cương vị Giám đốc điều hành hãng hàng không tư nhân Air Mekong. Nhưng chỉ sau 4 tháng, đến tháng 11 năm 2012, ông tự xin từ nhiệm, ông cho biết "lý do cá nhân" là muốn được sum họp sống cùng gia đình.
Ngoài ra, ông còn là Phó Tổng giám đốc Tập đoàn bất động sản Nam Long và Phó Chủ tịch Hiệp hội Du lịch Việt Nam.
Từ năm 2014, ông là Tổng giám đốc Công ty Cổ phần Hàng không Hải Âu của Tập đoàn Thiên Minh. Ngày 21 tháng 8 năm 2014, công ty Hải Âu đã nhập hai chiếc máy bay thủy phi cơ đầu tiên tại Việt Nam và mang nhãn hiệu Cessna Grand Caravan EX, và bắt đầu từ tháng 9 năm 2014 sẽ triển khai chặng bay đầu tiên giữa Hà Nội và Vịnh Hạ Long.
Từ tháng 10 năm 2023, ông được Bamboo Airways bổ nhiệm làm tổng giám đốc (CEO).
Ngoài ra, ông còn là một blogger, thường xuyên đưa ra ý kiến, quan điểm về nhiều vấn đề xã hội, giáo dục.. Năm 2015, sách "Kẻ trăn trở" được phát hành, tuyển chọn những bài viết hay  và các bài trả lời phỏng vấn của báo chí của ông.